# Mathias Florén
Lars Mathias Florén (Söderhamn, 11 agosto 1976) è un ex calciatore svedese, di ruolo difensore.